# Bias (Landas)
 Bias  (en occitano Biars) es una comuna y población de Francia, en la región de Aquitania, departamento de Landas, en el distrito de Mont-de-Marsan y cantón de Mimizan.
Su población en el censo de 1999 era de 514 habitantes.
Se encuentra al este del Forêt de Mimizan, a 7 km al sur de Mimizan, en el cruce de las carreteras D652 y D38 cerca del Océano Atlántico (playa vigilada de Lespecier) .
Está integrada en la Communauté de communes de Mimizan.

## Demografía
| 248 | 269 | 320 | 395 | 505 | 514 |
| Para los censos de 1962 a 1999 la población legal corresponde a la población sin duplicidades (Fuente: INSEE [Consultar]) |     |     |     |     |     |